# 日高勇輝
日高 勇輝（ひだか ゆうき）は、日本の作曲家、編曲家。Elements Garden所属。

## 提供作品

### アーティスト
- 亜咲花
  - All is mind!（作曲・編曲[1]）
- ナナランド
  - 悪戯（編曲）
- 南條愛乃
  - 閃 -Sen-（作曲・編曲[2]）

### アニメ・ゲーム
- ヴィジュアルプリズン
  - 極上Jealousy（編曲）
  - Divine Love（作曲・編曲）
- ぼくたちのリメイク
  - ここから先は歌にならない（編曲）/OP主題歌[3]
  - God knows...（編曲）
- 進化の実〜知らないうちに勝ち組人生〜
  - Moonlight Walk（作曲・編曲） /ED主題歌
- うたの☆プリンスさまっ♪
  - UP TO THE LIMIT（作曲・編曲）[4]
  - Grateful friends, Graceful ways（笠井雄太との共編曲）
  - 暁の宴（作曲・編曲）
  - UUUU（竹田祐介と共編曲）
- 戦姫絶唱シンフォギアXD UNLIMITED
  - オルタネイター・フルドライブ（インスト）（作曲・編曲）[5]
- BanG Dream! オリジナル曲
  - JUST THE WAY I AM（編曲）
  - 灼熱Bonfire!（作曲・編曲）
  - Our Carol（作曲・編曲・ギター）
- BanG Dream! カバー曲
  - カサブタ（編曲）
  - 右肩の蝶（編曲）
  - 青と夏（編曲）
  - sister's noise（編曲）
  - ドラマツルギー（編曲）
  - Northern lights（編曲）
  - Make it!（編曲）
  - Synchrogazer（編曲）
  - ハウトゥー世界征服（編曲）
  - CORE PRIDE（編曲）
  - My Dearest（編曲）
  - 徒花ネクロマンシー（編曲）
  - 大河よ共に泣いてくれ（編曲）
  - ベノム（編曲）
  - ブリキノダンス（編曲）
  - COLORS（編曲）
  - SPARK-AGAIN（編曲・ギター）
  - Just Awake（編曲・ギター）